# Francesco Pasinetti
Francesco Pasinetti (Venecia, 1 de junio de 1911 –  Roma, 2 de abril de 1949) fue un director, actor y guionista italiano, conocido sobre todo por sus documentales. Dirigió la película realista de 1934 Il canale degli angeli rodada en Venecia. Su hermano fue el escritor Pier Maria Pasinetti.
Pasinetti intentó en los últimos días de la Segunda Guerra Mundial persuadir a los aliados para que apoyaran hacer de Venecia la capital de la industria cinematográfica italiana de la posguerra (Venecia había surgido como el centro de la cinematografía en la República Social Italiana fascista). Sin embargo, este intento fracasó y la producción regresó en gran medida a la capital en Roma.

## Filmografía

### Director
Ficción
- Il canale degli angeli (1934)

Documental
- Venezia anno XII (1934)
- Estuario (1934)
- Venezia numero 2 (1934)
- Una città che vive (1934)
- Sulle orme di Giacomo Leopardi (1941)
- La città bianca (1942)
- La gondola (1942)
- I piccioni di Venezia (1942)
- Venezia minore (1942)
- Nasce una famiglia (1943)
- Venezia in festa (1947)
- Piazza San Marco (1947)
- Il Palazzo dei Dogi (1947)
- Lumiei (1947)
- Il giorno della salute (1948)
- Piave - Boite - Vajont (1948)
- Piazza Navona (1948)
- Pittori impressionisti (1949)